# 藤井寺市
藤井寺市（ふじいでらし）は、大阪府の南河内地域北部に位置する市。1966年（昭和41年）市制施行。

## 概要
大阪市から南東へおよそ15kmで同市のベッドタウン。大小の古墳が密集する古市古墳群や、西国三十三所第5番札所の葛井寺の門前町として知られる。かつてはプロ野球近鉄バファローズの本拠地・藤井寺球場があったことでも知られている。全国の市の中で5番目に面積が小さい。また、人口密度は大阪府下で8番目であり、南河内では最も高い。
市章は、市内に多く所在する前方後円墳と国府遺跡（国史跡）から出土した縄文時代の玦状耳飾り（けつじょうみみかざり）をモチーフにしている。

## 地理

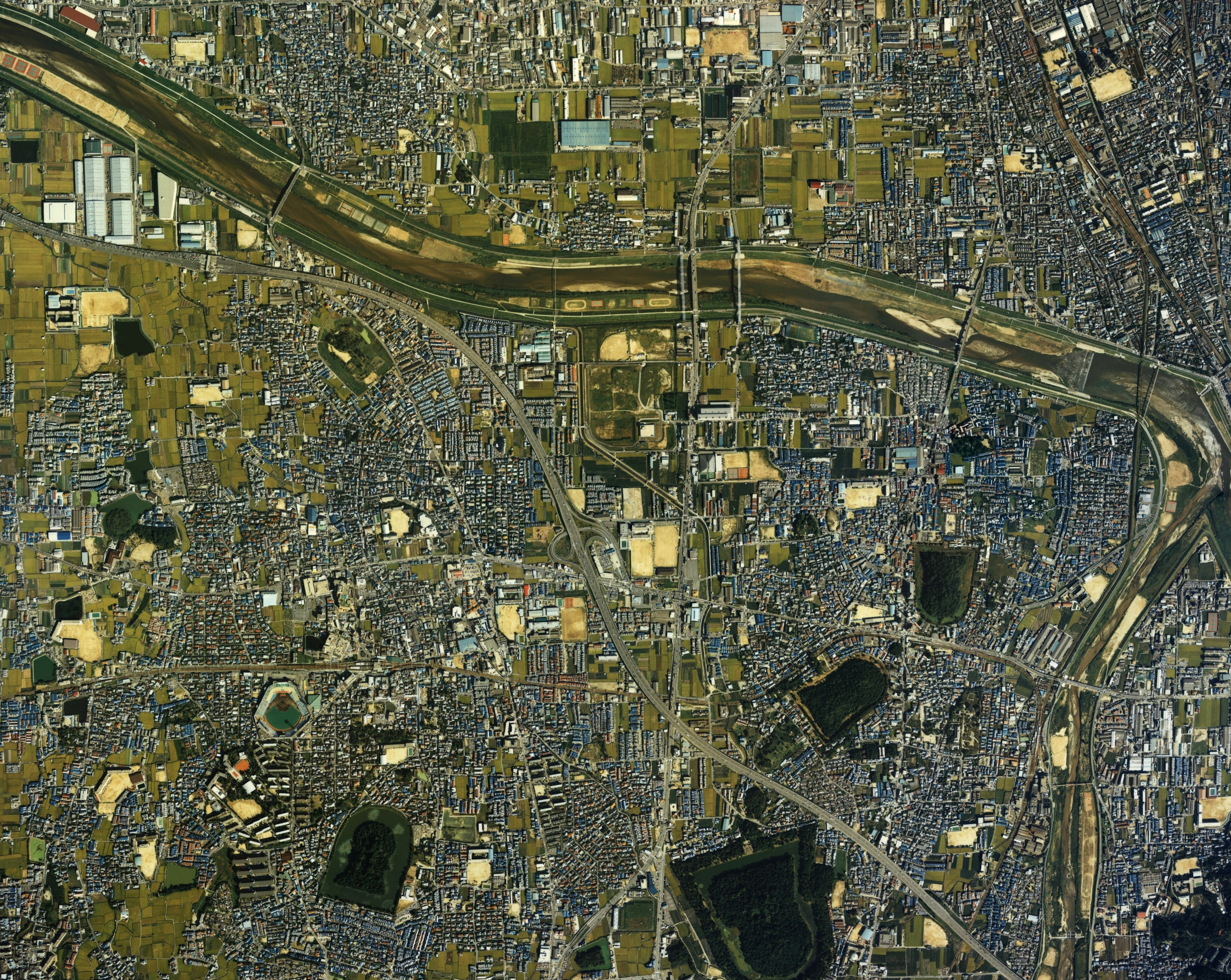
藤井寺市中心部周辺の空中写真。1985年撮影の6枚を合成作成。。

大阪平野の南東部、大和川と石川の合流点にあり、市域はほぼ平坦。古代には河内国府が置かれ、堺と奈良を結ぶ長尾街道（古代の大津道）と竹内街道、高野山へ通じる東高野街道が通じていた。
現在は、近鉄南大阪線が東西に、国道170号が南北に市域を貫き、西名阪自動車道が通るなど交通が発達。市の西側の藤井寺駅を中心とした地域と、東側の土師ノ里駅、道明寺駅を中心とした地域に市街地が発達している。
- 周辺自治体との関係

羽曳野市、柏原市とは次のとおり一部事務組合を組織しており、比較的結びつきが強い。
- 消防：柏原羽曳野藤井寺消防組合（羽曳野市、柏原市と）→大阪南消防組合（2024年4月より。2市に加え、富田林、河内長野、太子、河南、千早赤阪の5市町村が加入。（富田林市消防本部、河内長野市消防本部を吸収合併する形となる））。
- ごみ・し尿処理：柏羽藤環境事業組合（羽曳野市、柏原市と）
- 学校給食：藤井寺市柏原市学校給食組合（柏原市と）
- 保健：藤井寺保健所（羽曳野市、柏原市のほか松原市も管轄）、なお、生活衛生室（薬事課、検査課）については富田林保健所管内（富田林市、河内長野市、大阪狭山市、太子町、河南町、千早赤阪村）もカバーし、南河内地域全域を管轄している。

## 歴史
市名は市内にある「葛井寺」（ふじいでら）に由来する。葛井寺は百済王族の子孫である渡来人系氏族葛井（藤井）連（ふじいのむらじ）の氏寺として、8世紀中頃に創建されたと推定されている。市内には国府（こう）の地名が残り、同地に河内国の国府が置かれたとされている。
大正末期から昭和初期にかけて、大阪鉄道が藤井寺駅付近に住宅や教材園、野球場などを建設し、田園都市として発展した。
- 4～6世紀頃、古市古墳群に古墳が造営される。
- 1615年（慶長20年）、大坂夏の陣で道明寺の戦いが起きる。
- 1704年（宝永元年）、大和川が付け替えられる。
- 1898年（明治31年）3月、河陽鉄道が柏原－古市間を開業し、道明寺駅ができる。
- 1922年（大正11年）4月、大阪鉄道が道明寺－布忍間を開業し、藤井寺駅ができる。
- 1928年（昭和3年）5月25日、藤井寺球場が完成する。
- 1929年（昭和4年）、大阪鉄道が藤井寺経営地に、花卉・果樹園、温室などを備えた自然学習の場として教材園を開設。
- 1933年（昭和8年）、教材園が閉鎖される。
- 1959年（昭和34年）、教材園の跡地に春日丘団地が建設される。
- 1969年（昭和44年）、西名阪自動車道開通、藤井寺インターチェンジ設置。
- 1973年（昭和48年）、藤井寺市民総合会館が完成（現在の愛称はパープルホール）。
- 1978年（昭和53年）3月、三ツ塚古墳の周濠から古墳時代のものと推定される大小2つの修羅が出土する。
- 2005年（平成17年）1月31日、藤井寺球場が閉鎖される。
- 2006年（平成18年）、市制40周年式典が執り行われる。
- 2009年（平成21年）4月、藤井寺球場跡地に四天王寺学園小学校が開校。
- 2016年（平成28年）11月、市制50周年式典が執り行われる。
- 2017年（平成29年）7月、堺市、羽曳野市とともに共同提出した『百舌鳥・古市古墳群』がユネスコ世界文化遺産国内候補として推薦される。
- 2019年(令和元年)7月6日、『百舌鳥・古市古墳群』が世界文化遺産に登録される。

### 行政区域の変遷
- 1959年（昭和34年）4月20日 - 道明寺町、藤井寺町が新設合併して藤井寺道明寺町（ふじいでらどうみょうじちょう）が発足。
- 1960年（昭和35年）1月1日 - 美陵町（みささぎちょう）に改称。
- 1966年（昭和41年）11月1日 - 美陵町が市制施行・即日改称して、藤井寺市となる（摂津市・高石市と同日施行）。

## 人口
平成27年国勢調査より前回調査からの人口増減をみると、1.10％減の65,438人であり、増減率は府下43市町村中15位、72行政区域中38位。
| |                                          |  |
| 藤井寺市と全国の年齢別人口分布（2005年） | 藤井寺市の年齢・男女別人口分布（2005年） |  |
| ■紫色 ― 藤井寺市 ■緑色 ― 日本全国 | ■青色 ― 男性 ■赤色 ― 女性                |  |
| 藤井寺市（に相当する地域）の人口の推移 \| 1970年（昭和45年） \| 50,414人 \| \| \| 1975年（昭和50年） \| 59,515人 \| \| \| 1980年（昭和55年） \| 63,726人 \| \| \| 1985年（昭和60年） \| 65,252人 \| \| \| 1990年（平成2年） \| 65,922人 \| \| \| 1995年（平成7年） \| 66,988人 \| \| \| 2000年（平成12年） \| 66,806人 \| \| \| 2005年（平成17年） \| 65,780人 \| \| \| 2010年（平成22年） \| 66,165人 \| \| \| 2015年（平成27年） \| 65,438人 \| \| \| 2020年（令和2年） \| 63,688人 \| \| |                                          |  |
| 総務省統計局 国勢調査より |                                          |  |
| 1970年（昭和45年） | 50,414人                                 |  |
| 1975年（昭和50年） | 59,515人                                 |  |
| 1980年（昭和55年） | 63,726人                                 |  |
| 1985年（昭和60年） | 65,252人                                 |  |
| 1990年（平成2年） | 65,922人                                 |  |
| 1995年（平成7年） | 66,988人                                 |  |
| 2000年（平成12年） | 66,806人                                 |  |
| 2005年（平成17年） | 65,780人                                 |  |
| 2010年（平成22年） | 66,165人                                 |  |
| 2015年（平成27年） | 65,438人                                 |  |
| 2020年（令和2年） | 63,688人                                 |  |

## 地域
藤井寺市では、全域で町名整理が実施されており、ほとんどの区域で住居表示に関する法律に基づく住居表示が実施されている。住居表示未実施の地域は、小山三丁目、小山七丁目の大和川以北、津堂三丁目、津堂四丁目。
| 町名             | 町名の読み             | 設置年月日             | 住居表示実施年月日 | 住居表示実施直前の町名           | 備考                       |
| ---------------- | ---------------------- | ---------------------- | ------------------ | -------------------------------- | -------------------------- |
| 青山一〜三丁目   | あおやま               | 1968年1月1日           |                    |                                  |                            |
| 野中一〜五丁目   | のなか                 | 1968年1月1日           |                    |                                  |                            |
| 藤ヶ丘一〜四丁目 | ふじがおか             | 1968年1月1日           |                    |                                  |                            |
| さくら町         | さくらちょう           | 1968年1月1日           | 2005年8月1日       | 藤井寺公団（ふじいでらこうだん） | 公団住宅撤去により町名変更 |
| 東藤井寺町       | ひがしふじいでらちょう | 1968年1月1日           |                    |                                  |                            |
| 西古室一・二丁目 | にしこむろ             | 1968年1月1日           |                    |                                  |                            |
| 藤井寺一〜四丁目 | ふじいでら             | 1968年1月1日           |                    |                                  |                            |
| 陵南町           | りょうなんちょう       | 1968年1月1日           |                    |                                  |                            |
| 春日丘一〜三丁目 | かすがおか             | 1968年1月1日           |                    |                                  |                            |
| 春日丘新町       | かすがおかしんまち     | 1968年1月1日           | 2008年2月1日       | 春日丘公団（かすがおかこうだん） | 公団住宅撤去により町名変更 |
| 恵美坂一・二丁目 | えみさか               | 1969年1月1日           |                    |                                  |                            |
| 岡一・二丁目     | おか                   | 1969年1月1日           |                    |                                  |                            |
| 御舟町           | みふねちょう           | 1969年1月1日           |                    |                                  |                            |
| 北岡一・二丁目   | きたおか               | 1969年1月1日           |                    |                                  |                            |
| 小山一〜九丁目   | こやま                 | 1969年1月1日           |                    |                                  |                            |
| 小山藤美町       | こやまふじみちょう     | 1969年1月1日           |                    |                                  |                            |
| 小山新町         | こやましんまち         | 1969年1月1日           |                    |                                  |                            |
| 小山藤の里町     | こやまふじのさとちょう | 1969年1月1日           |                    |                                  |                            |
| 津堂一〜四丁目   | つどう                 | 1970年7月1日           |                    |                                  |                            |
| 西大井一・二丁目 | にしおおい             | 1969年1月1日           |                    |                                  |                            |
| 沢田一〜四丁目   | さわだ                 | 1969年1月1日（一）     |                    |                                  |                            |
| 沢田一〜四丁目   | さわだ                 | 1970年7月1日（三・四） |                    |                                  |                            |
| 沢田一〜四丁目   | さわだ                 | 1973年10月1日（二）    |                    |                                  |                            |
| 林一〜六丁目     | はやし                 | 1969年1月1日（一）     |                    |                                  |                            |
| 林一〜六丁目     | はやし                 | 1970年7月1日（二〜六） |                    |                                  |                            |
| 古室一〜三丁目   | こむろ                 | 1970年7月1日（二・三） |                    |                                  |                            |
| 古室一〜三丁目   | こむろ                 | 1973年10月1日（一）    |                    |                                  |                            |
| 道明寺一〜六丁目 | どうみょうじ           | 1970年7月1日           |                    |                                  |                            |
| 国府一〜三丁目   | こう                   | 1970年7月1日           |                    |                                  |                            |
| 惣社一・二丁目   | そうしゃ               | 1970年7月1日           |                    |                                  |                            |
| 梅が園町         | うめがえんちょう       | 1970年7月1日           |                    |                                  |                            |
| 船橋町           | ふなはしちょう         | 1970年7月1日           |                    |                                  |                            |
| 北條町           | ほうじょうちょう       | 1970年7月1日           |                    |                                  |                            |
| 大井一〜五丁目   | おおい                 | 1970年7月1日           |                    |                                  |                            |
| 川北一〜三丁目   | かわきた               | 1970年7月1日           |                    |                                  |                            |

## 行政
- 市長：岡田一樹（2019年5月17日就任、2期目）

### 歴代市長
| 代   | 氏名     | 就任   | 退任   |
| ---- | -------- | ------ | ------ |
| 初代 | 松内慶造 | 1966年 | 1979年 |
| 2代  | 堀端宏   | 1979年 | 1999年 |
| 3代  | 井関和彦 | 1999年 | 2007年 |
| 4代  | 國下和男 | 2007年 | 2019年 |
| 5代  | 岡田一樹 | 2019年 |        |

## 政治

### 大阪府議会
選挙区は柏原市及び藤井寺市選挙区。定数は1。
- 中谷恭典（大阪維新の会）

### 衆議院
- 任期：2021年（令和3年）10月31日 - 2025年（令和7年）10月30日（「第49回衆議院議員総選挙」参照）

| 選挙区                                             | 議員名   | 党派名       | 当選回数 | 備考   |
| -------------------------------------------------- | -------- | ------------ | -------- | ------ |
| 大阪府第14区（八尾市、柏原市、羽曳野市、藤井寺市） | 青柳仁士 | 日本維新の会 | 1        | 選挙区 |

## 経済

### 商業
平成19年商業統計調査による。
- 事業所数：673
- 従事者数：4,409人
- 年間商品販売額：968億円

### 製造業
大阪府統計課「平成20年大阪の工業」による。
- 事業所数：114
- 従事者数：2,509人
- 製造品出荷額等：4,456,632万円

#### 藤井寺市内に本社機能を置く主な企業
- 大阪前田製菓 - あられなどの製造販売
- 山田紙管株式会社 - 紙容器・梱包用紙管の製造
- 阪南理美容 - 「プラージュ」の名で知られる理美容店チェーン
- センナン - 切削工具、工作機械、環境機器の総合商社
- 谷口金属工業 - 鍋　バット　フライパンなどの家庭日用品製造販売

#### 藤井寺市内に主力工場もしくは支店を置く主な企業
- 佐川急便藤井寺店
- レッドウッド藤井寺ディストリビューションセンター

### 金融機関

#### 現存
名称が藤井寺支店の金融機関は藤井寺駅周辺に、道明寺支店の金融機関は土師ノ里駅周辺にある。道明寺駅周辺には金融機関の店舗はなく、店舗外ATMも設置されていない。
- 三井住友銀行藤井寺支店
  - 藤井寺支店（旧神戸銀行→太陽神戸銀行→太陽神戸三井銀行→さくら銀行）
  - 藤井寺駅前支店（旧住友銀行藤井寺支店、統合により消滅）[4][注 2]
- 三菱UFJ銀行藤井寺支店（旧三和銀行→UFJ銀行→三菱東京UFJ銀行）
- 関西みらい銀行藤井寺支店（旧近畿相互銀行→近畿銀行→近畿大阪銀行）
- 関西みらい銀行道明寺支店（旧大阪銀行→近畿大阪銀行）
- 池田泉州銀行藤井寺支店（旧泉州銀行。泉州銀行出店以前は同地に京都銀行が所在していた）
- 成協信用組合藤井寺支店・道明寺支店（旧河内信用組合）
- 岡三証券藤井寺支店

#### 撤退
- みずほ銀行藤井寺支店 - 旧第一勧業銀行。春日丘に所在していた。2006年阿倍野橋支店と統合。建物は取り壊され、現在はファミリーマートになっている。なお、隣の松原市にあった松原支店も同日をもって阿部野橋支店と統合となったため、近鉄南大阪線沿線で同行が出店しているのはターミナル駅に立地する阿倍野橋支店のみとなった。藤井寺、松原いずれも店舗があった場所の近くにATMを設置している。
- なみはや銀行藤井寺支店 - 旧大阪相互銀行→なにわ銀行。春日丘に所在していた。1999年の経営破綻後、近畿大阪銀行に営業譲渡されたため至近距離にあった同行藤井寺支店と統合。建物は現存し、現在住友不動産販売の営業所となっている。
- 京都銀行藤井寺支店 - 岡に所在していた。撤退後は泉州銀行（現・池田泉州銀行）が出店。1973年の藤井寺市版電話帳には当行の電話番号の記載がある。また、1988年版電話帳には泉州銀行の電話番号の記載がある。したがって、1974年から1986年までの間に撤退したと思われる。
- 相互信用金庫藤井寺支店 - 小山に所在していた。経営破綻後2003年頃閉店。建物は現存し、現在は動物病院となっている。
- 大同信用組合道明寺支店 - 旧福寿信用組合。道明寺に所在していた。1999年の合併後しばらくは営業していたが、至近距離に松原市に本店があった河内信用組合の流れを酌む成協信用組合が出店しており、競合するため撤退。建物は現存しているが空きビルとなっている。
- 近畿大阪銀行土師ノ里支店 - 旧近畿銀行土師ノ里支店。沢田に所在していた。大阪銀行と合併後しばらくは営業していたが道明寺支店と統合。建物は現存し、小児科と眼科からなるクリニックモールとなっている。
- 住友信託銀行 - 店舗名は不明。春日丘に所在していた。一時期支店か出張所として出店していた。
- 田辺信用組合藤井寺支店 - 藤ヶ丘に所在していた。1998年に経営破綻後、さくら銀行へ事業譲渡され閉店。建物は取り壊され、現在は分譲住宅となり一角に整骨院が開業している。向かいにある交番前に掲示されていた地図には、撤去されるまで当組合の記載があった。
- ナショナル証券藤井寺支店 - 岡（成協信用組合の向かい）に所在していた。1999年頃閉店。閉店後は店舗の入れ替わりが激しい。
- 藍澤證券藤井寺支店　旧大華証券→丸宏大華証券→日本アジア証券　春日丘に所在していたが2022年に阿倍野区のあべのハルカス内へ移転し、同地に移転した泉佐野支店とともに「あべのハルカス支店」と改称。

### 日本郵政グループ
（2012年12月現在）
- 日本郵便株式会社
  - 藤井寺郵便局（藤ヶ丘）　- 集配局。
  - 藤井寺小山郵便局（小山）
  - 道明寺南郵便局（道明寺）
  - 藤井寺西古室（にしこむろ）郵便局（西古室）
  - 藤井寺駅前郵便局（春日丘）
  - 藤井寺沢田郵便局（沢田）
  - 藤井寺北条（ほうじょう）郵便局（北條町＝ほうじょうちょう）
- ゆうちょ銀行
  - 大阪支店　藤井寺出張所（藤ヶ丘／藤井寺郵便局と併設）（ATMはホリデーサービス実施）

その他各郵便局にATMが設置され、藤井寺駅前郵便局ではホリデーサービスを実施。
※藤井寺市内の郵便番号は「583-00xx」（藤井寺郵便局の集配担当）となっている。

## 姉妹都市・提携都市
- 山添村（奈良県）:1984年9月27日　提携
- 黄山市（中国・安徽省）:1994年11月9日　提携

## 教育
大学・短期大学
- 大阪女子短期大学（2018年3月中に廃学済み)

高等学校
- 大阪府立藤井寺高等学校
- 大阪府立藤井寺工科高等学校
- 大阪緑涼高等学校（2017年4月、大阪女子短期大学高等学校より校名変更）
- 四天王寺東高等学校（2017年4月開校、中高併設、2020年4月「四天王寺学園高等学校」より改称）

中学校
- 藤井寺市立藤井寺中学校
- 藤井寺市立道明寺中学校
- 藤井寺市立第三中学校
- 四天王寺東中学校（2014年4月開校、中高併設、2020年4月「四天王寺学園中学校」より改称）

小学校
- 藤井寺市立藤井寺小学校
- 藤井寺市立藤井寺南小学校
- 藤井寺市立藤井寺西小学校
- 藤井寺市立藤井寺北小学校
- 藤井寺市立道明寺小学校
- 藤井寺市立道明寺南小学校
- 藤井寺市立道明寺東小学校
- 四天王寺小学校

特別支援学校
- 大阪府立藤井寺支援学校

図書館
- 藤井寺市立図書館

## 交通

### 鉄道路線
- 中心となる駅：藤井寺駅

近畿日本鉄道
南大阪線：藤井寺駅 - 土師ノ里駅 - 道明寺駅
道明寺線：道明寺駅

### バス

#### 一般路線バス
- 近鉄バス
  - 藤井寺駅（北口） - 近鉄八尾駅方面（市役所や小山などを通り八尾市へ）
  - 藤井寺駅前（南口） - 羽曳が丘方面（古市駅前行き、桃山台二丁目経由学園前五丁目行き、羽曳が丘西三丁目・羽曳が丘八丁目行き、四天王寺大学行き、御陵前・藤が丘などを通り羽曳野市へ）

#### コミュニティバス
- 藤井寺市公共施設循環バス[5]
  - 1994年（平成6年）運行開始[5]。市内公共施設を中心に、Aコース・Bコースそれぞれに南回り・北回りを設定し、バス2台で循環運行している[5]。
  - 市の自家用バスを使用して市内を循環する自治体バス。運賃は無料。運行業務を近鉄バスへ委託している。車両は三菱ふそう・ローザを使用し、北回りは青いバス、南回りは赤いバスで運行する。
  - 市北部の一部（小山七丁目の一部）が大和川を越え八尾市に隣接していることから、八尾市内（八尾市太田八丁目）にも乗り入れる。
  - 循環バスの利用は、本市公共施設を利用する場合に限られる[6]。

### 道路
- 高速道路
  - 西名阪自動車道
    - 藤井寺インターチェンジ

このほか、大阪南部高速道路の建設が構想されている。
- 一般国道
  - 国道170号（大阪外環状線）
  - 国道170号（旧道）
- 主要地方道
  - 大阪府道2号大阪中央環状線（旧道）
  - 大阪府道・奈良県道12号堺大和高田線
  - 大阪府道31号堺羽曳野線
- 一般府道
  - 大阪府道174号八尾道明寺線
  - 大阪府道186号大阪羽曳野線
  - 大阪府道189号道明寺停車場線
  - 大阪府道190号西藤井寺線

## 名所・旧跡・観光スポット・祭事・催事

### 名所・旧跡
- はさみ山遺跡
- 古市古墳群
  - 市ノ山古墳（允恭天皇陵）
  - 岡ミサンザイ古墳（仲哀天皇陵）
  - ボケ山古墳（仁賢天皇陵）
  - 仲ツ山古墳（仲津姫命仲津山陵、市内最大、全国第9位の規模[7]）
  - 津堂城山古墳
  - 古室山古墳
  - その他 （鉢塚古墳、大鳥塚古墳、鍋塚古墳、助太山古墳、三ツ塚古墳、赤面山古墳、蕃所山古墳、はざみ山古墳、野中古墳、青山古墳、割塚古墳など）
- 国府遺跡
- 葛井寺
- 小山善光寺（別名は元善光寺、長野の善光寺の元祖）
- 道明寺
- 道明寺天満宮
- 辛国神社
- 藤井寺球場跡地（2005年1月31日限りで球場閉鎖。2006年に解体。2009年4月、跡地に四天王寺学園小学校が開校。跡地の一部に記念碑も設立。）
- 春日丘団地（歴史的建築物としてスターハウスが特例として保存されている）

### 文化財
彫刻
- 乾漆・十一面千手観音座像（国宝・葛井寺蔵）
- 木造・十一面観音立像（国宝・道明寺蔵）
- 木造・十一面観音立像（重要文化財・道明寺蔵）
- 木造・聖徳太子立像（重要文化財・道明寺蔵）

工芸
- 伝菅公遺品（国宝・道明寺天満宮蔵）

建築
- 葛井寺四脚門（重要文化財）

考古資料
- 水鳥形埴輪（重要文化財・城山古墳出土）

### 観光スポット
- アイセルシュラホール

### 祭事・催事
- うそかえ祭（1月25日、道明寺天満宮）
- 千日まいり（8月9日、葛井寺）

## 出身・関連有名人
- 大山健太郎（アイリスオーヤマ社長）
- 富山昌克（園芸家）
- 飛鳥昭雄（自称サイエンス・エンターティナー・元漫画家）
- 長谷川義史（画家、イラストレーター、絵本作家）
- 澄川真琴（元女優・元声優）
- 金森敬之（千葉ロッテマリーンズ投手）
- 柳田将利（元千葉ロッテマリーンズ投手）
- 吉原宏太（元水戸ホーリーホック選手）
- 中土居宏宜（ダンスユニットLeadのメンバー）
- 花ノ国明宏（大相撲の元幕内力士｡現若者頭｡）
- 大江千里（シンガーソングライター・ミュージシャン）
- 井上由美子（演歌歌手）
- 舞乃空（歌手）
- KATCHAN（アーティストORANGE RANGEの元メンバー、育ちは岐阜・沖縄県）
- 井真成（遣唐留学生） - 葛井（ふじい）氏出身との説があり、墓誌の「里帰り」が行われた。
- 梨田昌孝（元大阪近鉄バファローズ監督、前北海道日本ハムファイターズ監督、東北楽天ゴールデンイーグルス監督）- 藤井寺市の住居建設予定地から旧石器時代の遺跡（はさみ山遺跡梨田地点）が発掘された。
- 栗橋茂（元近鉄外野手、野球解説者） - 市内でスナックを経営。
- 岡本光（元巨人・西武投手） - 市議を務める。
- 吉崎仁康（フリーアナウンサー）
- 前田祐二（元オリックス・バファローズ投手）
- 松永敏宏（元ラグビー日本代表選手）
- 米本紗弥香（ファッションモデル）
- 森郁月（女優・モデル）
- 野元愛（アイドルグループアイドリング!!!元メンバー）
- 谷口菜月（チューリップテレビアナウンサー）
- 吹石一恵（女優） - 大阪女子短期大学高等学校卒業
- 河津修一（バトントワラー）
- 辰巳ゆうと（演歌歌手）
- 西矢ターボ（アーティスト）
- DOPEMAN (アーティスト)
- 上原美穂（テレビ大阪アナウンサー[8]、元NHK契約キャスター）
- 京極風斗（お笑い芸人・9番街レトロ）
- 金城碧海（アイドルグループJO1メンバー）
- 前田守羅（音楽ディレクター）